# Rearranjo simétrico decrescente
Em matemática, o rearranjo simétrico decrescente de uma função real definida em {\displaystyle \mathbb {R} ^{n}} é uma função radialmente simétrica e decrescente, cujos conjuntos de nível têm a mesma medida dos respectivos conjuntos de nível da função original.

## Definições para conjuntos
Dado um conjunto mensurável A, o rearranjo simétrico de A, denotado A*, é a bola centrada na origem cuja medida é igual à medida de A: 
{\displaystyle A^{*}=\{x:|x|<r\},}
onde o r é dado por
{\displaystyle \omega _{n}r^{n}=\mu (A)}
aqui {\displaystyle \omega _{n}} é a medida da bola unitária.

## Definição para funções
O rearranjo simétrico decrescente de um a função não-negativa, mensurável {\displaystyle f} é definido como 
{\displaystyle f^{*}(x)=\int _{0}^{\infty }\mathbb {I} _{\{y:f(y)>t\}^{*}}(x)dt.}
Esta definição é motivada pela seguinte identidade, conhecida como representação bolo de camadas:
{\displaystyle f(x)=\int _{0}^{\infty }\mathbb {I} _{\{y:f(y)>t\}}(x)dt,}
vávlida para funções não-negativas.

## Propriedades
A função {\displaystyle f^{*}} é radialmente simétrica e decrescente e seus superconjuntos de nível possuem a mesma medida dos superconjuntos de nível de f:  
{\displaystyle |\{x:f^{*}(x)>t\}|=|\{x:f(x)>t\}|.}
Se {\displaystyle f} é uma função em {\displaystyle L^{p}}, então
{\displaystyle \|f\|_{L^{p}}=\|f^{*}\|_{L^{p}}.}
A desigualdade de Hardy-Littlewood estabelece que  
{\displaystyle \int fg\leq \int f^{*}g^{*}.}
A desigualdade de Szego estabelece que se {\displaystyle 1\leq p<\infty } e se {\displaystyle f\in W^{1,p}}, então  
{\displaystyle \|\nabla f^{*}\|_{p}\leq \|\nabla f\|_{p}.}
O rearranjo simétrico decrescente preserva ordem: 
{\displaystyle f\leq g\Rightarrow f^{*}\leq g^{*}}
e reduz a distância em {\displaystyle L^{p}}: 
{\displaystyle \|f-g\|_{L^{p}}\geq \|f^{*}-g^{*}\|_{L^{p}}.}